# Mobayi-Mbongo (territoire)
Le territoire de Mobayi-Mbongo est une entité déconcentrée de la province du Nord-Ubangi en république démocratique du Congo.
La localité administrative s'appelait Banzyville avant 1972. Elle fait face à Mobaye en Centrafrique.

## Quel est le territoire
Le territoire est constitué de la commune de Mobayi-Mbongo et de deux secteurs :
| Subdivision   | Statut  | Notes                          |
| ------------- | ------- | ------------------------------ |
| Mobayi-Mbongo | Commune | 7 conseillers municipaux       |
| Mobayi-Mbongo | Secteur | 16 groupements de 95 villages  |
| Oto-Mbanza    | Secteur | 15 groupements de 113 villages |

## Environnement
Le territoire de Mobayi partage les terrains avec les territoires de Yakoma et Businga. Il y a plusieurs sites touristiques dans le territoire où il y a la non-visite de par de la population à la suite des dégradations routières.

## Démographie
| 1994   | 2004   |
| ------ | ------ |
| 51 641 | 76 476 |

## Environnement
Le Territoire de Mobayi-Mbongo se trouve dans une région de climat équatorial. Deux saisons s'alternent : La saison sèche : du mois de Novembre au mois de Mars et la saison de pluie : du mois de Mars au mois de Novembre (la pluviosité moyenne est de 178,9 mm d'eau par mois). Localité administrative s'appelait Banzyville avant 1972. Elle fait face à Mobaye en Centrafrique. Il est une de l'entité déconcentré de la province du Nord-Ubangi en RD Congo 